# SNCAC NC.1071
SNCAC NC.1071 – francuski samolot doświadczalny przystosowany do operowania z pokładu lotniskowca wybudowany w połowie lat 40. przez wytwórnię Société Nationale de Constructions Aéronautiques du Centre.

## Historia
Samolot był rozwinięciem wcześniejszej turbośmigłowej konstrukcji. Po raz pierwszy publicznie został zaprezentowany na Międzynarodowym Salonie Lotniczym w Paryżu w maju 1949 roku. Samolot charakteryzował się bardzo dobrymi właściwościami podczas lotu z niewielkimi prędkościami. Przewidywano wybudowanie wersji myśliwskiej i szturmowej, jednak niezadowalające osiągi maksymalne oraz duże skomplikowanie konstrukcji samolotu sprawiły, że maszyna nie była dalej rozwijana.

## Konstrukcja
Samolot miał bardzo nietypową budowę, był trzymiejscowym, dwusilnikowym, wolnonośnym średniopłatem o całkowicie metalowej konstrukcji. Skrzydło składało się z centropłata i mocno zwężających się części zewnętrznych płata. Samolot będąc przystosowanym do hangarowania na pokładzie lotniskowca miał dwukrotnie składane skrzydła, najpierw do góry, tuż przy gondolach silnikowych, a następnie ku kadłubowi zachodząc na siebie. Płat wyposażony był w lotki. Po obu stronach centropłata umieszczone były długie gondole silnikowe, na których wsparte było usterzenie samolotu, podwójne pionowe, na końcu każdej gondoli i wspartego na nim długie go steru poziomego. Podwozie trójzespołowe, każdy zespół z jednym kołem, przednie chowane do wnęki w kadłubie, główne do gondoli silnikowych.